# Ulice
Ulice – debiutancki album polsko-ukraińskiej grupy muzycznej Enej, wydany 17 listopada 2008 roku przez wytwórnię płytową Czemu Nie Records. Album zawiera 15 premierowych piosenek, w tym jeden utwór bonusowy „Kortowiada”. Płyta była promowana utworem „Ulice” oraz "Komu".

## Lista utworów
Opracowano na podstawie materiału źródłowego.
1. „Intro”
2. „Powiedz”
3. „Ulice”
4. „Komu”
5. „Niepewność”
6. „Odpuść sobie to”
7. „Noc”
8. „Przepraszam cię za wszystko”
9. „Taki kraj”
10. „Amelia”
11. „Przeznaczenie”
12. „Żyj”
13. „Bożevilni sny”
14. „Sam na sam”
15. „Kortowiada” (utwór dodatkowy)